# Thomas de Lancastre (2e comte de Lancastre)
Pour les articles homonymes, voir Thomas de Lancastre.
Titres
Comte de Lancastre
5 juin 1296 – 22 mars 1322
(25 ans, 9 mois et 17 jours)
Comte de Leicester
5 juin 1296 – 22 mars 1322
(25 ans, 9 mois et 17 jours)
Comte de Lincoln
5 février 1311 – 22 mars 1322
(11 ans, 1 mois et 17 jours)
Comte de Salisbury
5 février 1311 – 22 mars 1322
(11 ans, 1 mois et 17 jours)
Thomas de Lancastre (v. 1278 – 22 mars 1322), 2e comte de Lancastre et de Leicester, est un magnat anglais, et le principal chef de l'opposition baronniale sous le règne du roi Édouard II. Thomas est issu d'un prestigieux lignage : il est le fils aîné d'Edmond de Lancastre, fils cadet du roi Henri III d'Angleterre, et de Blanche d'Artois, petite-fille du roi de France Louis VIII le Lion. Sa mère ayant d'abord été mariée au roi Henri Ier de Navarre, il était donc également le demi-frère de la reine Jeanne Ire de Navarre, épouse du roi Philippe IV de France. Il hérite des possessions paternelles en 1296 et accompagne militairement dès 1298 son oncle Édouard Ier durant les campagnes menées par celui-ci en Écosse. Thomas de Lancastre épouse en 1294 Alice de Lacy, l'unique héritière des riches comtés de Lincoln et de Salisbury, ce qui le propulse au rang de magnat et fait de lui le plus riche et le plus puissant pair d'Angleterre dès le début du règne de son cousin Édouard II, en 1307.
Initialement un important partisan du roi, Thomas de Lancastre entre en conflit avec son cousin en raison des honneurs dont est comblé Pierre Gaveston, le favori d'Édouard. En 1310, Lancastre contraint le roi à accepter la formation d'un comité de seigneurs et de prélats chargé de réformer les pouvoirs royaux et de mieux contrôler les affaires gouvernementales. L'année suivante, cette commission publie une série d'Ordonnances, qui restreignent sérieusement les prérogatives royales et imposent l'exil perpétuel de Gaveston. Pendant quelques mois, Lancastre se retrouve à la tête du royaume, qu'il cherche à gouverner en respectant scrupuleusement les Ordonnances. Au retour illégal de Gaveston en 1312, le comte de Lancastre prend les armes avec ses alliés, sépare le roi de son favori et fait exécuter Gaveston pour son mépris vis-à-vis des Ordonnances.
Après plusieurs mois de négociations tendues, Édouard accorde en 1313 son pardon à son cousin. L'année suivante, la défaite royale à Bannockburn face aux Écossais donne l'occasion à Lancastre de s'emparer véritablement du pouvoir. Le comte doit cependant faire face à la famine qui touche le royaume et aux raids écossais récurrents. Les relations difficiles entre le roi et Lancastre provoquent le départ de ce dernier au cours de l'année 1316. Réconcilié avec le roi en 1318 grâce aux barons modérés, Lancastre ne tarde pas à se quereller avec les nouveaux favoris royaux, les Despenser. En 1321, Thomas se trouve à la tête d'une rébellion et impose le bannissement des Despenser. Toutefois, Édouard part en campagne contre son cousin et le défait. Capturé, le comte de Lancastre est condamné à mort pour haute trahison et exécuté en 1322.
Symbole de la résistance des barons au règne tyrannique et inefficace d'Édouard II, Thomas de Lancastre a été dès sa mort considéré comme un personnage saint et un martyr de la cause des Ordonnances, qu'il a largement contribué à édicter et à défendre jusqu'à sa mort. Rapidement vénéré par les opposants au roi, des miracles se seraient produits près du lieu de son exécution l'année même de sa mise à mort. À la suite de la déchéance d'Édouard II en 1327, Thomas est innocenté de manière posthume du verdict le condamnant pour trahison et son frère cadet Henri est autorisé à revendiquer ses différents titres. Par la suite, plusieurs demandes de canonisation de Thomas de Lancastre ont été formulées auprès de la papauté à l'instigation du roi Édouard III, mais elles se sont toutes révélées infructueuses.

## Biographie

### Origines, jeunesse et mariage
Thomas est issu d'une des branches de la dynastie royale anglaise des Plantagenêts. Né aux alentours de 1278, il est le fils aîné d'Edmond de Lancastre, 1er comte de Lancastre et de Leicester, et de Blanche d'Artois. Son père est le second fils du roi d'Angleterre Henri III et d'Éléonore de Provence. Thomas est donc le neveu du roi Édouard Ier, et le cousin du roi Édouard II. Sa mère Blanche est la fille du comte Robert Ier d'Artois, fils du roi de France Louis VIII le Lion et frère de Saint Louis, et de Mathilde de Brabant, fille du duc Henri II de Brabant et arrière-petite-fille des empereurs germanique Frédéric Barberousse et byzantin Isaac II Ange. Du fait du premier mariage de sa mère avec le roi Henri Ier de Navarre, Thomas de Lancastre est ainsi le demi-frère de la reine Jeanne Ire de Navarre, épouse du roi de France Philippe IV le Bel, et l'oncle des rois de France et de Navarre Louis X le Hutin, Philippe V le Long et Charles IV le Bel. Pourtant, malgré ce prestigieux lignage qui fait de lui le descendant des plus puissantes familles royales et impériales de la chrétienté, Thomas de Lancastre ne fera jamais usage de ses relations familiales, même auprès de la puissante famille royale des Capétiens en France. En outre, il ne s'impliquera jamais dans les affaires extérieures de l'Angleterre, sauf celles concernant l'Écosse, lorsqu'il dirigera quelque temps le gouvernement du royaume sous le règne turbulent de son cousin.

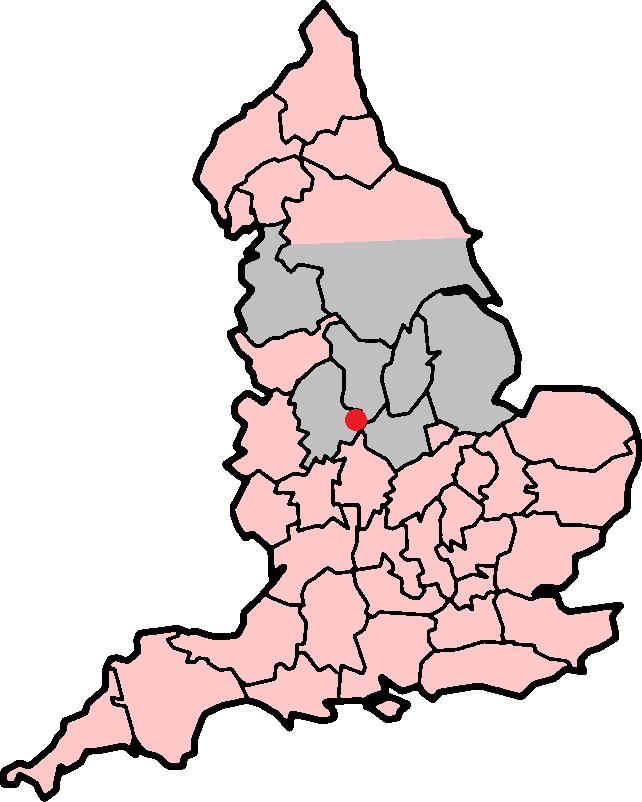
Les possessions en Angleterre de Thomas de Lancastre sont représentées sur cette carte en gris.

À la suite du décès de son père Edmond en 1296, Thomas de Lancastre hérite des vastes possessions de celui-ci, qui sont essentiellement comprises dans le Lancashire et le Leicestershire, mais aussi dans le Warwickshire, le Staffordshire, le Lincolnshire et le Denbighshire. Thomas détient également nombre de forteresses-clés dans le royaume, comme le château de Kenilworth, et ce particulièrement dans le Nord. Il favorise l'extension du château de Pontefract, qui devient sa résidence préférée, et la construction de celui de Dunstanburgh, qui commence en 1313. Le nouveau comte de Lancastre accompagne son oncle Édouard Ier lors de ses campagnes en Écosse. Ainsi, il est présent lors de l'offensive anglaise entamée à la fin de 1297 à la suite du revers de Stirling et participe à la victoire décisive de Falkirk en juillet 1298 face à William Wallace. Thomas de Lancastre est adoubé lors de cette expédition par son oncle. Il continue à se distinguer militairement, notamment lors du siège du château de Caerlaverock en 1300 et de la campagne royale menée à Perth en 1304. À nouveau convoqué pour les invasions de l'Écosse en juin 1306 et en mai 1307, Lancastre entretient au cours de celles-ci de très bonnes relations avec l'héritier du trône, le futur Édouard II. Ce dernier accède au trône en juillet 1307 et confirme à son cousin les terres attachées au titre de comte de Derby, confisquées en 1266 à la famille de Ferrers pour sa participation à la Seconde guerre des barons puis données à son père Edmond, et ce malgré les protestations des Ferrers, qui demeurent vaines. Lors du couronnement d'Édouard II, le 25 février 1308, Thomas porte l'épée du sacre, Curtana, qui avait appartenu au roi Édouard le Confesseur. Il est également récompensé de son amitié avec le nouveau roi par l'attribution du poste de Lord grand intendant à l'été 1308.
La question du mariage du comte de Lancastre, neveu du roi d'Angleterre, se pose rapidement. Dès août 1290, Thomas est fiancé à Béatrice, petite-fille du duc Hugues IV de Bourgogne, important pair du royaume de France. Toutefois, sa promise meurt dès l'année suivante. Le 28 octobre 1294, il épouse finalement Alice de Lacy, fille du comte de Lincoln et de la comtesse de Salisbury. Mais le mariage est un échec : bien que Thomas ait deux fils illégitimes, aucun enfant n'est issu du couple comtal. La discorde règne entre les époux, qui vivent le plus souvent séparés. Néanmoins, la mort prématurée des deux frères d'Alice apporte un puissant avantage à Thomas, car son épouse est l'héritière des comtés de Lincoln et de Salisbury. Édouard Ier parvient à obtenir un arrangement en faveur de son neveu, puisque le contrat de mariage stipule que Thomas de Lancastre tiendra après la mort de son beau-père les deux comtés et la baronnie de Halton de son propre droit et non de celui de sa femme. Par ailleurs, les possessions de Thomas reviendront à ses héritiers, même s'il vient à mourir avant Alice. Les morts successives de la comtesse de Salisbury en 1309 et du comte de Lincoln en 1311 permettent au comte de Lancastre d'agrandir ses possessions et ses richesses. Contrairement aux autres magnats d'Angleterre, Thomas de Lancastre détient un territoire assez compact qui s'étend dans le sud du Lancashire, le Yorkshire et les Midlands. Il cumule un revenu annuel de 11 000 livres, dont environ 6 500 livres proviennent de l'héritage de son épouse. Ainsi, Lancastre devient dès le début du règne d'Édouard II le plus riche des magnats anglais et acquiert une importante retenue militaire. Par amitié pour son compagnon d'armes Robert de Holland, Lancastre prend en charge une grande partie des coûts de construction du château de Melbourne, situé dans le Derbyshire.

### Conflit avecÉdouardII, mort de Gaveston et pardon royal
Peu après l'avènement d'Édouard II, le comte de Lincoln forme et prend la tête de l'opposition de la noblesse anglaise face à la mauvaise gestion du nouveau roi et aux abus de son favori Pierre Gaveston. Dès le couronnement d'Édouard, les barons et prélats invités sont choqués par le fait que le roi préfère passer le festin suivant la cérémonie aux côtés de son favori et néglige le reste de son entourage, en premier lieu son épouse Isabelle de France. En avril 1308, la première confrontation entre le roi et ses barons survient, en pleine séance du Parlement, lorsque Lincoln réclame l'exil de Gaveston. Soutenue par plusieurs autres barons et prélats présents, la sentence de bannissement à l'encontre du favori est prononcée. À ce moment-là, le comte de Lancastre est encore l'un des partisans du roi et n'adhère pas à la décision prise contre Pierre Gaveston. Cependant, le soutien jusque-là indéfectible qu'il a adopté envers son cousin ne dure pas. Bien qu'il n'y ait aucune rupture effective entre les deux hommes, Lancastre cesse à partir de novembre 1308 d'être cité comme témoin dans la plupart des documents royaux, reçoit moins de présents de la part d'Édouard et se retire vraisemblablement de la cour pour aller s'installer dans ses possessions du Nord de l'Angleterre. En mars 1309, il figure parmi les participants à un tournoi, tenu à Dunstable, au cours duquel il rencontre de nombreux autres barons mécontents des mesures inefficaces et impopulaires du roi. Souhaitant réformer le gouvernement royal, ces barons déposent en avril suivant leurs griefs devant le Parlement, ce qui pousse le roi à leur promettre des réformes efficaces lors du prochain Parlement, tenu à Stamford en juillet 1309. Entretemps, Édouard achète le consentement des barons au retour en Angleterre de Pierre Gaveston, auquel Lancastre est l'un des rares à s'opposer. Ce revirement soudain résulte sans doute du mépris grandissant et sans mesure du roi à l'égard des traditionnels pouvoirs des grands seigneurs du royaume et s'accentue davantage lorsque Gaveston, revenu d'exil en juin, se met à outrer les puissants comtes du royaume par son insolence. Thomas, que Gaveston affuble de divers surnoms, tel « le péquenot », ou « le bricoleur », rompt avec le roi lorsque celui-ci, à l'instigation de son favori, insulte publiquement son cousin en démettant de ses fonctions un homme de la suite de Lancastre. 
En février 1310, Lancastre franchit une nouvelle étape en présentant une nouvelle liste de doléances au roi, qui se voit contraint dès le mois suivant de nommer une commission de 21 Seigneurs Ordonnateurs, dont font partie l'essentiel des barons mécontents, chargés de réformer son pouvoir. Cet événement place de fait Thomas à la tête de l'opposition au roi, surtout depuis le retrait des affaires du royaume de son beau-père, le comte de Lincoln. Sous sa direction, les adversaires de Gaveston, les partisans des réformes gouvernementales et ceux déçus par les échecs militaires d'Édouard en Écosse s'unissent. La mort en février 1311 de Lincoln fait de Lancastre le plus puissant magnat d'Angleterre, ce qui lui permet d'avoir une position influente au sein du gouvernement du roi et de devenir le leader naturel des réformes en cours de préparation. Les 21 Ordonnateurs publient en août 1311 une série d'Ordonnances, qui fixent de nouvelles prérogatives aux barons, restreignent celles du roi et contrôlent plus fermement la cour. Édouard II prend connaissance des Ordonnances et jure de les respecter, mais il quitte brusquement Londres pour s'installer au Nord du royaume avec Gaveston, à l'abri des Ordonnateurs. Cette action laisse de fait Lancastre comme chef du gouvernement et lui permet d'appliquer ses mesures : Thomas renforce les finances royales, mais cherche parallèlement à réduire le poids des impôts sur le peuple. Toutefois, le comte tient personnellement Gaveston pour responsable de la mauvaise gestion des finances par le roi et impose l'exil perpétuel du favori. En novembre 1311, Gaveston quitte l'Angleterre mais fait ses retrouvailles avec le roi à York dès janvier 1312, au mépris des Ordonnances. Excédé, Lancastre décide de prendre des mesures drastiques : il fait excommunier le favori par son allié, l'archevêque de Cantorbéry Robert Winchelsey, et exige le départ immédiat de Gaveston. À la suite du refus du roi, Thomas mobilise ses troupes avec les autres Ordonnateurs et pourchasse le parti royal. Séparé d'Édouard, Gaveston est capturé au château de Scarborough par le comte de Pembroke, un modéré. Ce dernier négocie des conditions acceptables avec le roi au sujet de son favori. Pourtant, alors que Gaveston est escorté par Pembroke vers le Sud, le comte de Warwick se saisit du favori et l'emmène au château de Warwick, où se trouve Thomas. Rejoints par leurs proches alliés, Warwick et Lancastre convainquent Gaveston de haute trahison pour avoir désobéi aux Ordonnances. Ce dernier est exécuté peu après sur leurs ordres, le 19 juin 1312.
L'exécution de Gaveston, rapidement dénoncée comme un meurtre par le parti royal, fait du roi un ennemi implacable de Lancastre. À l'été 1312, la guerre civile semble se profiler entre les deux cousins. Par ailleurs, l'exécution arbitraire de Gaveston a divisé le camp des Ordonnateurs. Le comte de Pembroke, qui s'était porté garant de la sécurité de Gaveston, et le comte de Surrey rallient immédiatement le roi. En septembre, les négociations commencent entre les deux camps. Lancastre s'est emparé des bijoux précieux de Gaveston lors de son arrestation, qu'il a utilisés comme preuve de l'enrichissement personnel du favori aux dépens du roi. Cependant, Gaveston était officiellement le chambellan du roi lors de sa mort et avait donc la garde de ses joyaux. Édouard réclame dès le début des pourparlers la restitution de l'intégralité de ses bijoux, ce à quoi Thomas acquiesce en février 1313. Néanmoins, les conditions imposées par Lancastre pour accepter la paix, outre une amnistie, sont inacceptables aux yeux du roi : le magnat réclame à son souverain la reconnaissance des Ordonnances et de la condamnation de Gaveston. Les discussions se prolongent, d'autant qu'Édouard II requiert la participation du comte et de ses alliés à sa prochaine expédition contre l'Écosse. L'ascendance que possède initialement Lancastre se dissipe, surtout après la mort de son allié Robert Winchelsey en mai 1313. Après une visite officielle couronnée de succès entre mai et juillet auprès du roi de France Philippe le Bel, Édouard reçoit sans cesse de nouveaux soutiens. Inquiet, Lancastre se retire des négociations avec le roi et envoie des émissaires en son nom. Finalement, en octobre 1313, Édouard accorde son pardon aux barons qui ont fait exécuter Gaveston, mais refuse de reconnaître les Ordonnances, fort du soutien populaire qu'il a su acquérir. Le roi invite ses ennemis à un banquet pour sceller la paix, et ceux-ci font de même. Désormais préoccupé par la guerre en Écosse, qu'il a laissée en suspens depuis la mort de son père, Édouard II prie en décembre 1313 ses barons de se joindre à sa campagne imminente. Les comtes de Lancastre, de Warwick, d'Arundel et de Surrey refusent cependant d'y participer. Lancastre invoque pour excuser son absence le non-respect des Ordonnances, car la campagne a été décidée sans l'accord du Parlement. Mais d'autres barons, tels les comtes de Pembroke, de Hereford et de Gloucester, assistent le roi, ce qui illustre clairement la discorde régnant entre les Ordonnateurs. L'invasion anglaise de l'Écosse, censée soulager le château de Stirling, s'achève en juin 1314 par la défaite catastrophique de Bannockburn, lors de laquelle l'armée d'Édouard est anéantie par les Écossais, pourtant numériquement inférieurs.

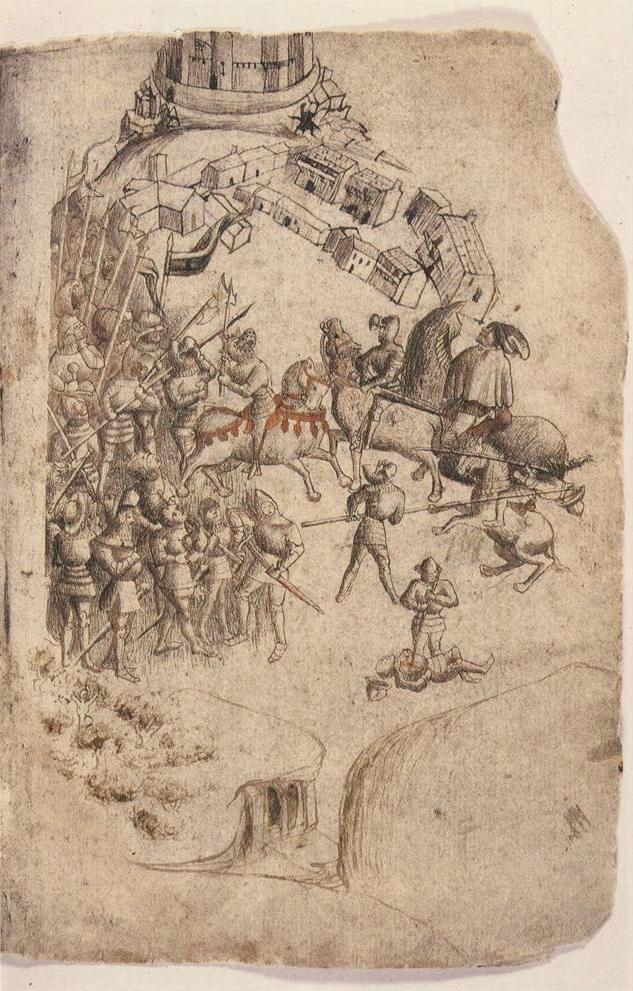
Lancastre prend le contrôle du gouvernement à la suite de la cuisante défaite d'Édouard II à Bannockburn et met en place une partie de ses réformes. Représentation de la bataille dans le Scotichronicon de Walter Bower, vers 1440.

### À la tête du gouvernement du royaume
La défaite humiliante face aux Écossais conduit à un renversement complet de la situation politique et ce en défaveur du roi. Les contemporains considèrent que le revers anglais est une punition divine en raison du refus d'Édouard II de se soumettre aux Ordonnances. Au Parlement d'York en septembre 1314 et à celui de Westminster en janvier 1315, le roi reconnaît formellement les Ordonnances en vigueur. Il transfère ainsi l'essentiel de ses pouvoirs à Thomas de Lancastre, qui a désormais l'occasion d'atteindre ses propres objectifs. Malheureusement, l'arrivée de Lancastre à la tête du gouvernement a lieu alors que le royaume est confronté à de multiples crises dont il ne parvient pas à s'extirper. Après Bannockburn, le Nord de l'Angleterre devient la cible de raids écossais et certaines des terres de Lancastre sont pillées. La dette financière du royaume est quant à elle sérieusement aggravée par la Grande Famine de 1315-1317, qui empêche une défense efficace face aux Écossais et rend l'administration de l'Angleterre difficile. Lancastre tente de résoudre ces problèmes en appliquant précisément les Ordonnances. Pour assainir les finances royales, il réduit la maison royale, retire certaines redevances et remplace les shérifs. Afin de sécuriser le Nord de l'Angleterre contre les attaques écossaises, il cherche par ailleurs à impliquer la noblesse et le clergé du Nord dans la défense du royaume. Lorsque le château de Carlisle est assiégé en juillet et août 1315, Lancastre est nommé commandant de l'armée anglaise. Il prévoit une grande expédition en représailles en Écosse, qui est cependant annulée à cause des effets encore néfastes de la famine et d'une révolte conduite par Adam Banastre dans le Lancashire en octobre 1315.
Dès le printemps 1315, Lancastre se retire de Westminster, en raison des difficultés importantes qu'il rencontre pour appliquer son programme de réformes. Entretemps, Édouard accorde davantage sa confiance au comte de Pembroke et aux modérés, profitant de l'éloignement qui le sépare de Lancastre. Officiellement, Thomas atteint un de ses principaux buts en janvier 1316, lorsqu'il est nommé au Parlement de Lincoln principal conseiller du roi. Il espère alors utiliser ce poste pour faire avancer les réformes, mais garde toutefois le droit de présenter sa démission si le roi ne suit pas ses conseils. Pour autant, le comte n'est pas prêt à vivre à Westminster aux côtés du roi et se retire dès le mois d'avril 1316 dans ses possessions des Midlands. Désireux d'accentuer les nouvelles mesures, il nomme un nouveau comité chargé de réformer la maison royale et de mettre en application les Ordonnances dans le royaume. Néanmoins, Lancastre échoue à résoudre la crise concernant la famine, qui est exacerbée par les querelles entre les différents barons ainsi que par le soulèvement de Llywelyn Bren en Galles. Même s'il est impliqué dans les préparatifs d'une nouvelle expédition en Écosse à l'été 1316, Lancastre se dispute régulièrement avec Édouard, notamment en août 1316 lors d'une session du Parlement d'York ainsi qu'en novembre 1316 au cours de l'élection de l'évêque de Durham où c'est finalement le candidat de la reine Isabelle, Louis de Beaumont, qui est élu. Au même moment, le comte d'Arundel est désigné comme commandant des troupes anglaises dans le Nord, prouvant bel et bien que Lancastre a considérablement perdu en influence après l'annulation de la campagne d'Écosse en octobre 1316 et est progressivement marginalisé.

### Isolement politique et réconciliation avec le roi
Il devient alors évident que le gouvernement de Lancastre est aussi faible et inefficace que celui qu'il a remplacé. Le comte est désormais isolé politiquement, surtout après le décès en août 1315 de son allié Warwick. Les autres magnats du royaume se trouvent quant à eux majoritairement ralliés au parti royal. Cependant, du fait de sa richesse et de son nombre important de vassaux, Thomas conserve un certain pouvoir et demeure opposé au roi. Régulièrement, il refuse de participer aux réunions du conseil royal, furieux de l'influence à partir de 1316 d'un nouveau groupe de courtisans, composé d'Hugues le Despenser l'Aîné et de son fils Hugues le Despenser le Jeune, d'Hugh Audley, de Roger Damory et de William Montagu. Ces derniers ont une influence croissante sur le roi, renforcée par le fait que Despenser le Jeune, Audley et Damory ont épousé les trois sœurs du comte de Gloucester, mort à Bannockburn sans descendance, et qui sont depuis les riches héritières de la famille de Clare. En remerciement de leur loyauté sans faille, Édouard II leur accorde de nombreuses terres ainsi que des privilèges, sans toutefois en référer aux barons comme les Ordonnances le prescrivaient. Le roi confie à ses nouveaux favoris divers postes dans son administration, mais leur cupidité affaiblit les finances royales, déjà sérieusement ébranlées par la famine et les guerres d'Écosse.
Lancastre est non seulement hostile aux favoris à cause de leur comportement démesuré, mais aussi pour des raisons personnelles. En mai 1317, la comtesse de Lancastre est enlevée de son manoir de Canford, dans le Dorset, par le chevalier Richard de Saint-Martin, membre de la domesticité du comte de Surrey. Ce dernier a sans doute favorisé l'entreprise pour se venger du comte de Lancastre, qui a empêché son divorce l'année précédente. Il a ensuite été suggéré que Thomas était lui-même parvenu à être divorcé vers 1318 de son épouse sous le motif d'adultère mais aucune preuve d'un quelconque divorce existe. Quoi qu'il en soit, même si les époux demeurent séparés, Lancastre continue à détenir grâce au contrat de son mariage les puissants comtés de Lincoln et de Salisbury. L'incident provoque une guerre privée entre les deux comtes puisqu'en octobre 1317, Lancastre attaque les châteaux de Knaresborough et d'Alton, propriétés du comte de Surrey, en représailles à la suite du rapt de son épouse. Le roi Édouard doit intervenir, conduisant les deux comtes à conclure une trêve précaire en novembre 1318, qui s'accompagne de compensations en terres dans le Yorkshire de la part de Surrey. Officieusement, le comte Thomas tient les favoris du roi comme complices de l'enlèvement de son épouse Alice. En raison de cette rupture avec la cour, Lancastre n'a désormais plus aucune influence sur le gouvernement et décide d'agir contre les membres éminents de la cour royale. En septembre 1317, Gilbert Middleton, un chevalier de Northumbrie, enlève l'évêque de Durham Louis de Beaumont et son frère Henri de Beaumont, un courtisan impopulaire farouchement opposé à Thomas, alors que ceux-ci sont en route vers Durham pour la consécration de Louis. Après la libération des Beaumont et une enquête, les officiers royaux découvrent que certains membres de la bande de Middleton ont auparavant appartenu à la retenue de Lancastre mais aucune preuve concrète ne permet de discréditer le comte. Pour contrer les Beaumont et Roger Damory, Lancastre va même jusqu'à négocier une alliance secrète avec les Écossais.
Dans ces circonstances explosives, les comtes de Pembroke et de Hereford, le baron Badlesmere et des évêques invités à la cour préparent dès novembre 1317 une nouvelle réconciliation entre Lancastre et le roi. Les incursions écossaises répétées et la prise de Berwick en avril 1318 soulignent la nécessité d'une défense commune coordonnée et provoquent un rapprochement entre les deux hommes. Pour exhorter Lancastre à se réconcilier avec son cousin, Pembroke et Badlesmere exigent de Damory qu'il cesse de s'impliquer dans les affaires du roi. Les négociations qui suivent montrent le fossé flagrant entre Édouard et Lancastre concernant la gestion du gouvernement. Lancastre exige le respect inconditionnel des Ordonnances, le renvoi des mauvais conseillers et leur jugement devant le Parlement afin qu'ils rendent les biens qu'ils ont saisi illégalement. Ces demandes sont toutes balayées du revers de la main par l'entourage du roi. Après de longues négociations entre Pembroke, les évêques covoqués et Lancastre, ce dernier accepte en août 1318 le traité de Leake, qui stipule sa réconciliation avec le roi. Cependant, Lancastre doit renoncer à plusieurs de ses revendications. Bien qu'un nouveau conseil soit formé, Lancastre n'y dispose que d'une voix, malgré son statut de magnat. Les Ordonnances doivent être conservées, mais leur respect ne tient plus qu'à la responsabilité des principaux courtisans du roi. En revanche, aucune décision n'est prise au sujet de la restitution des dons du roi à ses favoris. À la suite de la conclusion de cet accord, la réunion du Parlement à York en octobre suivant apporte des réformes mineures sur la cour royale. Lancastre est sommé de faire des concessions considérables, mais en retour plusieurs courtisans reconnaissent les dettes qu'ils lui doivent, ce qui se révèle être un avantage financier très rentable pour le comte et permet d'accroître sa richesse.

### Rupture définitive avec le roi
En mai 1319, une nouvelle campagne contre l'Écosse est planifiée au Parlement d'York, à laquelle le comte de Lancastre consent à participer. Au même moment, il est demandé à Thomas par la cour d'approuver la nomination du baron Badlesmere comme intendant de la maison royale mais Lancastre, en tant que intendant du royaume, refuse car il souhaite conserver de l'influence sur les finances royales. Lors de l'expédition menée contre l'Écosse, Lancastre et ses vassaux assistent les troupes du roi mais renoncent au salaire qui leur revient de droit, pour marquer leur indépendance vis-à-vis du roi et de la cour. L'armée anglaise assiège Berwick en septembre 1319, un an après que cette ville soit retombée dans le giron écossais. Bien que la ville ne soit pas encore reconquise, le roi promet une grande part du butin de guerre à ses favoris Hugues le Despenser le Jeune et Roger Damory. Pourtant, une fois que l'armée assiégeante apprend que des Écossais ont contourné Berwick et défait l'archevêque d'York à Myton, Lancastre et son armée se retirent du siège. Abandonnant Berwick faute de renforts et constatant les raids écossais incessants, Édouard doit conclure une trêve en décembre 1319. Le manque de cohésion entre les deux cousins à cette occasion précipite la rupture entre eux. À plusieurs reprises, le comte Thomas a été soupçonné d'intriguer avec les Écossais, qui ont ravagé le Nord de l'Angleterre en épargnant ses possessions. Sentant monter le mécontentement de la cour à son égard, Lancastre refuse de se rendre au Parlement d'York en janvier 1320, tandis que le roi accorde de nouveaux présents à ses favoris. Au printemps de 1320, le roi envoie son demi-frère Edmond de Woodstock auprès du pape Jean XXII en Avignon afin que ce dernier l'absolve des Ordonnances de 1311. Le souverain pontife accède à cette demande, ce qui restaure de fait Édouard II dans les prérogatives qu'il détenait avant 1310. Par ailleurs, Lancastre se retrouve à nouveau isolé politiquement et se retire en son château de Pontefract.
Parallèlement, la montée en puissance des Despenser auprès d'Édouard suscite une opposition encore plus virulente de la part des barons. Les deux favoris marginalisent progressivement les autres courtisans du roi : Hugh Audley et William Montagu quittent la cour en novembre 1318, tandis que Roger Damory cesse d'être influent auprès du roi après la déroute de Berwick. Les tensions se retrouvent exacerbées en décembre 1320, lorsque Despenser le Jeune cherche à prendre le contrôle de Gower, en Galles, au détriment de son héritier légitime, John de Mowbray. Une alliance des seigneurs locaux se dresse alors contre le favori, à laquelle participent le comte de Hereford, les barons de Mowbray, de Wigmore, de Chirk et Giffard, ainsi que Hugh Audley et Roger Damory. En février 1321, Hereford s'adresse à Lancastre, lui demandant qu'il soutienne l'alliance des seigneurs des Marches galloises. Après que le roi ait refusé en avril d'exiler de sa cour les Despenser, les barons des Marches attaquent en mai leurs possessions et les pillent. Lancastre ne participe pas à cette campagne éclair mais organise deux conférences des opposants aux Despenser, en mai et en juin, afin de coordonner les mesures à prendre par la suite. Lors de la première réunion à Pontefract, il essaie d'obtenir le soutien d'une quinzaine d'autres barons du Nord du royaume à la cause des barons des Marches, mais essuie un refus de leur part, ceux-ci prétextant n'intervenir que dans une alliance défensive. Lors de la seconde assemblée à Sherburn-in-Elmet, les personnalités présentes sont bien plus nombreuses, car les propres vassaux de Lancastre se sont joints aux rebelles. Toutefois, certains barons du Nord préconisent de temporiser, rendant de fait la rencontre infructueuse. En revanche, les rebelles s'accordent pour envoyer au roi une lettre se plaignant des abus des Despenser et réclamant que leurs accusations soient déposées devant le Parlement, qui doit se réunir à la mi-juillet 1321.

### Rébellion, capture et exécution
Après la réunion de Sherburn, Lancastre demeure à Pontefract tandis que les barons des Marches conduisent leur armée vers Londres, qu'ils mettent de fait sous état de siège. Les tensions atteignent leur acmé au cours de cette situation explosive et seul le comte de Pembroke parvient à désamorcer la crise. Édouard II se retrouve contraint le 14 août 1321 de prononcer l'exil perpétuel des Despenser. Quelques jours plus tard, la majesté royale se retrouve à nouveau insultée lorsque les barons rebelles exigent du roi qu'il leur accorde son pardon pour la campagne de pillage qu'ils ont menée dans les possessions de Despenser le Jeune dans le Glamorgan. La victoire des barons montre cependant la limite de leur cohésion : avec le départ des Despenser, beaucoup de seigneurs, oublieux de leurs liens – familiaux ou politiques – veulent remplir le vide laissé par les deux favoris. Désireux de gagner les bonnes grâces du roi, ces petits seigneurs appuient Édouard dans son désir de vengeance contre les barons des Marches et du Nord, dans le seul but d'accroître leurs propres fortune et pouvoir. Dès le mois d'octobre, le roi part en campagne contre le baron Badlesmere, qui a rallié les rebelles à Sherburn au mois de juin précédent, dans le Kent. Isolé, Badlesmere réclame le soutien des barons des Marches contre Édouard, qui mène le siège de Leeds avec de nombreux pairs du royaume et commence à rassembler davantage de soutiens à sa cause. Lancastre se refuse à aider Badlesmere, qu'il méprise depuis son élévation à la cour en 1319 et de ses relations auparavant cordiales avec Despenser le Jeune. Sans le soutien de Lancastre, les seigneurs des Marches n'interviennent pas au secours de Badlesmere et rejoignent le comte de Lancastre dans son bastion de Pontefract. La prise de Leeds à la fin du mois d'octobre permet à Édouard de regagner une certaine popularité auprès de son peuple et du clergé. 
Peu après la chute de Leeds, Lancastre invite les barons du Nord et les seigneurs des Marches à une réunion à Doncaster en novembre pour renforcer leur alliance contre le roi. Les barons assemblés écrivent une nouvelle pétition au roi, qui s'oppose à un quelconque retour des Despenser, tandis que Lancastre entame secrètement des négociations avec le roi d'Écosse Robert Bruce. Entretemps, le roi attaque les Marches galloises et saccage les possessions des rebelles, ce qui pousse l'essentiel des barons des Marches à se rendre fin janvier 1322. De son côté, Lancastre ne parvient pas à définir une approche coordonnée de la situation avec ses plus proches alliés. La tergiversation du comte est tellement flagrante que le 8 février 1322, le roi lui envoie en personne une lettre afin de lui ordonner de ne pas rejoindre les rebelles des Marches. Le sort de Lancastre est pourtant scellé lorsqu'il assiège sans succès à partir du 10 janvier le château de Tickhill dans le Yorkshire, après que son connétable ait refusé de lâcher la cause royale. Désormais, l'affrontement entre le souverain et le magnat est imminent, qui doit aboutir à l'écrasement de l'un ou l'autre. Après la levée du siège de Tickhill, Lancastre est rejoint par Hereford, qui a pu échapper avec quelques troupes à l'armée royale dans les Marches. À la suite d'une première échauffourée avec l'avant-garde royale à Burton Bridge le 10 mars, Lancastre est déserté par la plupart de ses vassaux, dont même son compagnon d'armes Robert de Holland. Fuyant avec Hereford et une petite armée en direction de l'Écosse, Thomas est intercepté à Boroughbridge par le shérif royal Andrew Harclay le 16 mars. Après avoir cherché à convaincre Harclay de rallier sa cause, Lancastre tente de forcer le passage de la rivière Aire mais ses troupes sont anéanties. Le comte de Hereford est tué au combat et Lancastre doit lui-même se rendre le lendemain aux troupes de Harclay avec quelques compagnons.

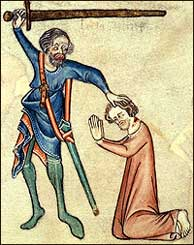
Représentation contemporaine de l'exécution du comte de Lancastre.

Immédiatement envoyé à York, Thomas est ensuite transféré à son château de Pontefract où il attend l'arrivée d'Édouard II, dont l'avancée a été retardée par les pluies incessantes. Le roi arrive à Pontefract le 21 mars accompagné des Despenser, qui ont été rappelés d'exil dès décembre 1321. Lancastre est jugé par une assemblée composée des principaux pairs d'Angleterre, dont les comtes de Pembroke, de Surrey, d'Arundel, de Richmond, de Norfolk et de Kent ainsi que les Despenser. Lancastre n'est pas autorisé à parler pour se défendre, ni même à être défendu par quiconque. Les accusations portées contre lui comprennent sa récente rébellion, mais aussi l'attaque illégale sur Édouard et Gaveston à Newcastle en 1312, son intimidation des autres barons lors de sa prise de pouvoir en 1314 et enfin sa correspondance secrète avec les Écossais, ennemis notoires du royaume. Ces chefs d'accusation sont tous passibles de la peine capitale et aboutissent à un verdict déjà connu à l'avance : l'exécution du comte Thomas pour haute trahison. Les comtés de Lancastre, de Leicester, de Salisbury et de Lincoln sont par ailleurs tous confisqués au profit de la couronne. Édouard II commue la peine réservée aux traîtres, qui consiste à être pendu, traîné et équarri, en simple décapitation, par respect du rang royal de son cousin. Le lendemain, Thomas de Lancastre est conduit sur une petite colline située juste à l'extérieur de la ville de Pontefract et y est décapité. Il est ensuite inhumé au prieuré de Pontefract. Son exécution s'accompagne dans les semaines suivantes de nombreuses autres condamnations touchant ses partisans et ses vassaux du Nord de l'Angleterre.

## Postérité
Thomas de Lancastre est mort sans descendance légitime. Séparé depuis 1317 de son épouse Alice de Lacy, dont il a peut-être divorcé à la suite de son enlèvement, celle-ci parvient à récupérer une partie de ses biens au décès de son époux, même si Édouard II en fait confisquer l'essentiel. Le 29 mars 1324, le frère cadet de Thomas, Henri de Lancastre, demande avec succès au roi Édouard à être investi du comté de Leicester. Henri, auparavant inactif sous le règne d'Édouard II, devient après la mort de son frère aîné l'un des plus solides adversaires des Despenser, dont il participe à la chute et à l'exécution en novembre 1326. En mars 1327, peu après la destitution d'Édouard II, le Parlement casse à titre posthume la sentence portant condamnation de Thomas de Lancastre, et Henri est autorisé à prendre possession du comté de Lancastre. Henri reçoit également le droit de porter les titres de comte de Salisbury et de Lincoln en vertu du contrat de mariage de Thomas en 1294 et ce en dépit des remariages successifs d'Alice de Lacy, mais il ne semble pas avoir saisi cette occasion. Déterminé à défendre la mémoire de son puissant frère, le comte Henri s'arrange pour faire incarcérer Robert de Holland en raison de sa trahison envers le comte Thomas en 1322 et accorde sa protection aux meurtriers de Holland en octobre 1328, lorsque ce dernier est assassiné peu après sa sortie de prison.
Comme Simon de Montfort en 1265, Thomas de Lancastre est bientôt vénéré comme martyr et saint quelques mois après sa mort. Six semaines seulement après son exécution, des miracles sont survenus auprès de sa tombe à Pontefract. Le roi demande alors à l'église locale de protéger la tombe du comte d'une garde renforcée. En 1323, des émeutes éclatent près du lieu d'exécution du comte de Lancastre, où une foule s'est rassemblée pour prier. Des hagiographies sont composées en cette période en l'honneur de Thomas. Plus tard, le roi Édouard III écrit à trois reprises – en 1327, en 1330 et en 1331 – au pape Jean XXII en vue d'une canonisation de son parent, bien après l'épuration du régime d'Édouard II et des Despenser. Mais Thomas de Lancastre n'a jamais été canonisé – bien que des rumeurs en ce sens aient ressurgi dans les années 1390, quand son culte a connu une sorte de renaissance sous le règne de Richard II. Malgré cela, la ceinture et le couvre-chef du puissant magnat ont été vénérés jusqu'à la Réforme anglicane au XVIe siècle, lorsque son culte était considéré comme protecteur face aux maux de tête ainsi qu'aux dangers liés aux accouchements.
L'historien anglais John Robert Maddicott décrit Thomas de Lancastre comme une personnalité ambiguë. Bien que considéré par ses contemporains comme grossier, égoïste, violent et sans aucune stature d'homme d'État, Thomas a acquis durant sa vie une grande réputation de patriote et sa mémoire a été longtemps honorée, surtout dans le Nord de l'Angleterre, où il faisait figure de défenseur des libertés populaires par sa lutte acharnée en faveur des Ordonnances. Thomas a toutefois montré un manque de leadership après l'exécution de Gaveston et n'a pas réussi à rallier à sa cause le clergé après le décès de l'archevêque Winchelsey. Finalement, l'opposition baronniale sous sa conduite s'est sabordée après 1316 et a été limitée à ses seuls vassaux dans le Nord. Lors du traité de Leake, Thomas a préféré sacrifier ses idéaux en échange de gains avantageux. L'échec final de Lancastre résulte peut-être de son constant éloignement dans ses bastions du Nord ainsi que de ses tribulations avec les Écossais en 1317 et 1322, qui n'ont pas convaincu ses proches alliés. Par ailleurs, son abandon de Badlesmere en raison de ses rancunes personnelles a précipité l'éclatement de la fronde baronniale en 1321. En définitive, les objectifs politiques et les idéaux que Thomas a conduits méritaient un bien meilleur dirigeant.